# Кіш Шандор Шандорович
Шандор Шандорович Кіш(нар. 18 червня 1992, Ужгород — пом. 24 лютого 2022, Очаків) — головний старшина, начальник групи секретного документального забезпечення служби охорони державної таємниці 29 ДННК Військово-Морських Сил Збройних Сил України, відзначився у ході російського вторгнення в Україну.
В ЗС України — з 18 січня 2012 року. Був свідком і безпосереднім учасником подій під час Тимчасової окупації Росією АР Крим і Севастополя. На той час проходив службу на морському тральщику «Чернігів» та в складі екіпажу «Черкас» — корабля, який намагався стояти до останнього і, навіть після захоплення росіянами, залишився із прапором ВМС ЗС України.
Виконав епізодичну роль у фільмі про останній корабель України в Криму «Черкаси».
Брав участь в АТО.
Загинув в перші дні війни, 24 лютого 2022 року (орієнтовно), захищаючи Україну в м. Очакові на Миколаївщині.

## Нагороди
- орден «За мужність» III ступеня (2022, посмертно) — за особисту мужність під час виконання бойових завдань, самовіддані дії, виявлені у захисті державного суверенітету та територіальної цілісності України, вірність військовій присязі[4].